# Kermanshah
Kermanshah o Kirmashan (in curdo: Kirmaşan, in persiano: کرمانشاه) è una città dell'altopiano del Kurdistan nell'Iran occidentale, capoluogo dell'omonima provincia e dell'omonimo shahrestān. Si trova a 521 km da Teheran e a circa 80 km dalla frontiera irachena, alle pendici dei monti Zagros, a 1392 m di altitudine.
Gli abitanti sono in maggioranza Curdi di diverse tribù, per la maggior parte insediati dopo la seconda guerra mondiale. Di origine sunnita, parlano il dialetto meridionale curdo.

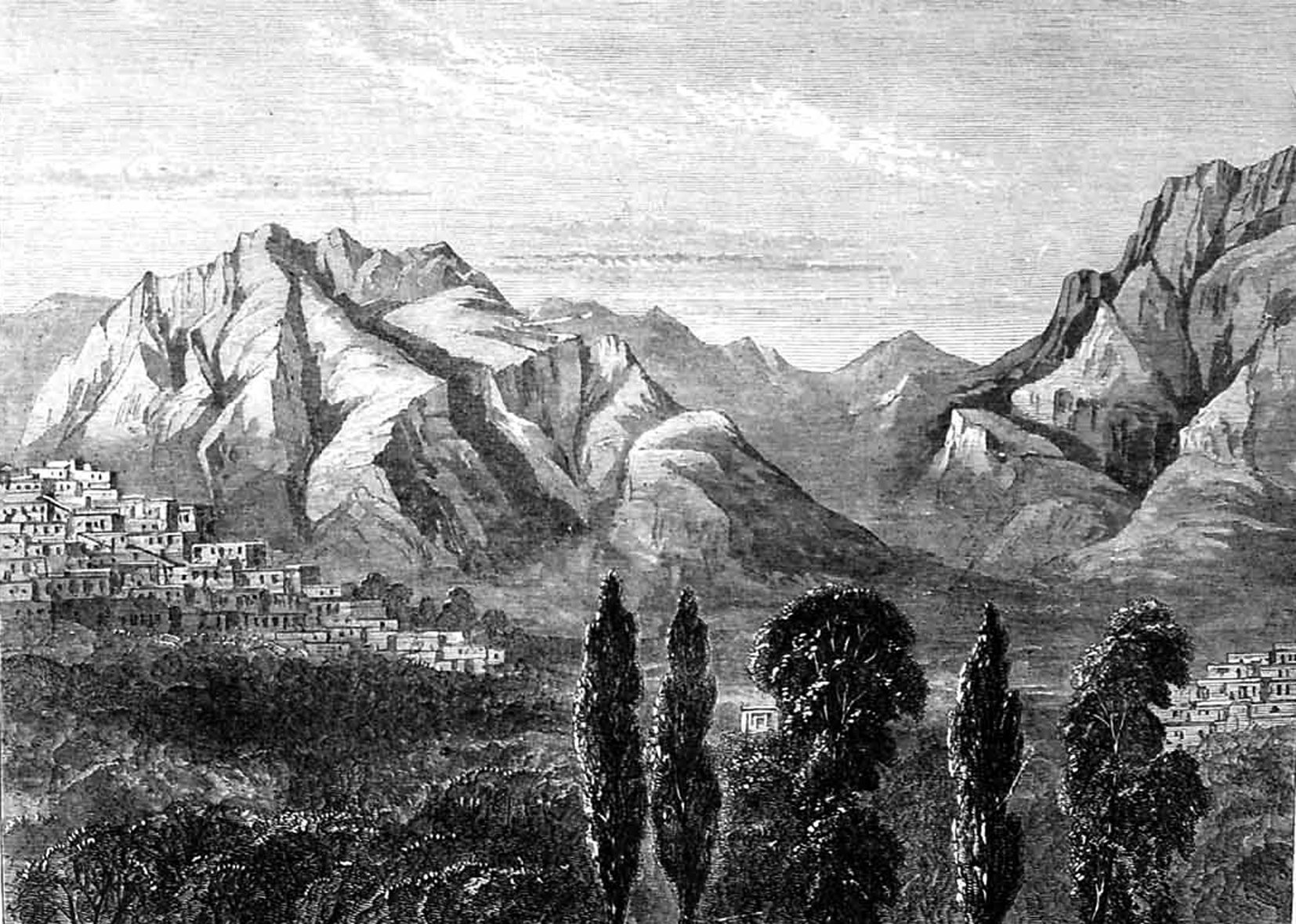
Stampa del 1866 con vista di Kermanshah verso sud, con i monti Farokhshad e Wasi sullo sfondo

## Storia
La città venne fondata nel IV secolo da Bahram IV, sovrano della dinastia dei Sasanidi. Conquistata dagli arabi nel 640, la città venne chiamata Qirmasin (Qirmashin). Nell'XI secolo divenne la capitale del Kurdistan. I Safavidi fortificarono la città, e i Qajar respinsero un attacco turco sotto il regno di Fath Ali Shah Qajar (1797-1834). Occupata dall'armata turca nel 1915 appena prima della prima guerra mondiale, venne liberata nel 1917.

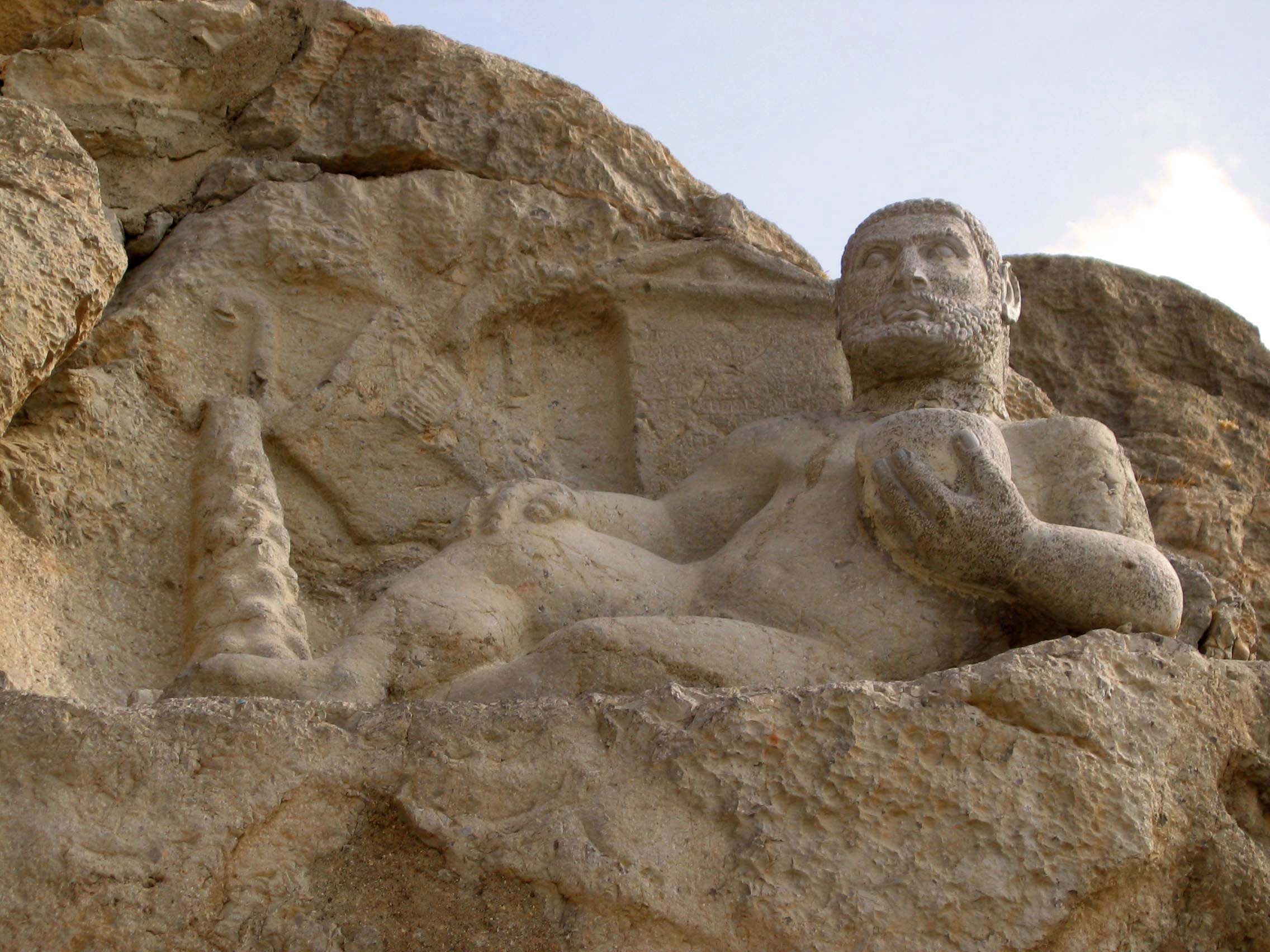
Statua di Bahram rappresentato come Ercole (153 a.C.) a Kermanshah.

## Popolazione
Gli abitanti di Kermanshah sono curdi. Il dialetto parlato a Kermanshah è relativamente diverso dal curdo classico. Anche il persiano parlato a Kermanshah è diverso da quello tradizionale in quanto gli abitanti del luogo lo usano solo per comunicare con i pellegrini iraniani di passaggio verso l'Iraq.

## Società

### Religione
La maggioranza della popolazione di Kermanshah pratica l'Islam sciita, con una minoranza sunnita. Ci sono anche comunità cristiane (0/02%), ebraiche (0/03%) e zoroastriane (0/12%)

## Economia

### Industria
La città è un centro industriale relativamente importante; sono presenti industrie del settore tessile, la raffinazione del petrolio, la tessitura dei tappeti, la raffinazione dello zucchero e la produzione di utensili e dispositivi elettrici

## Luoghi di interesse
- Museo paleolitico di Zagros

## Amministrazione

### Gemellaggi
- Sicilia, Italia[senza fonte]
- Gaziantep, Turchia[senza fonte]
- Spalato, Croazia[senza fonte]

## Galleria d'immagini

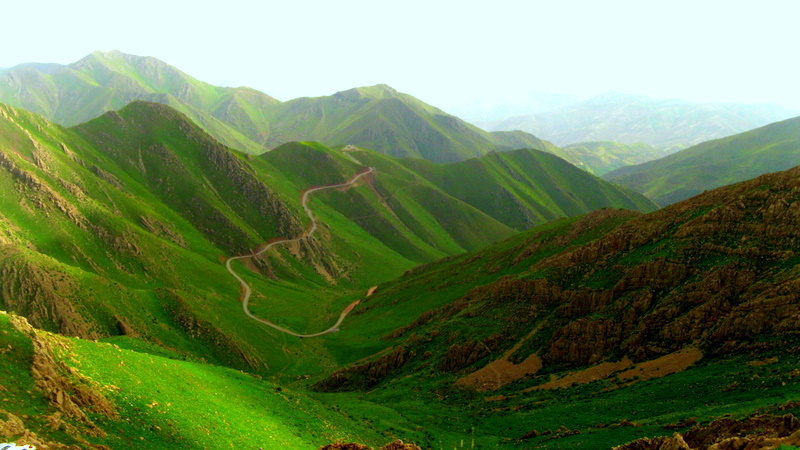
Kermanshah natura
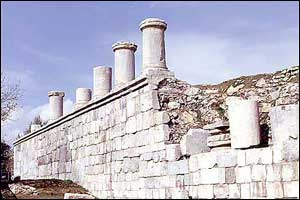
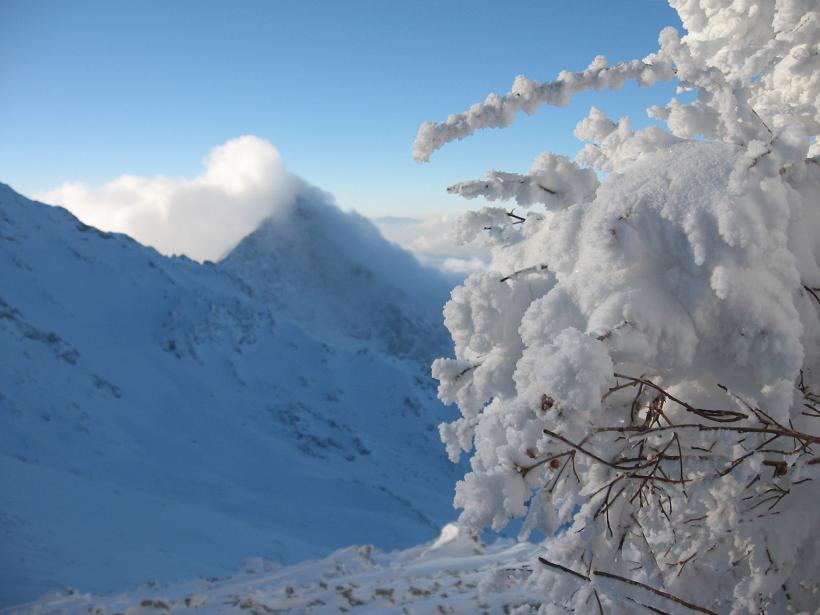
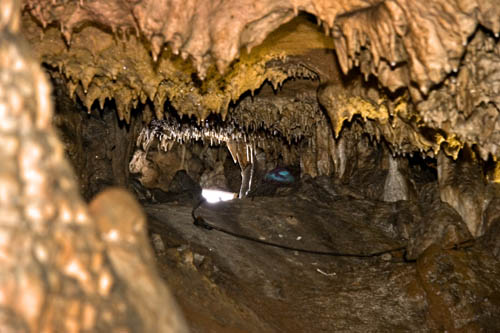
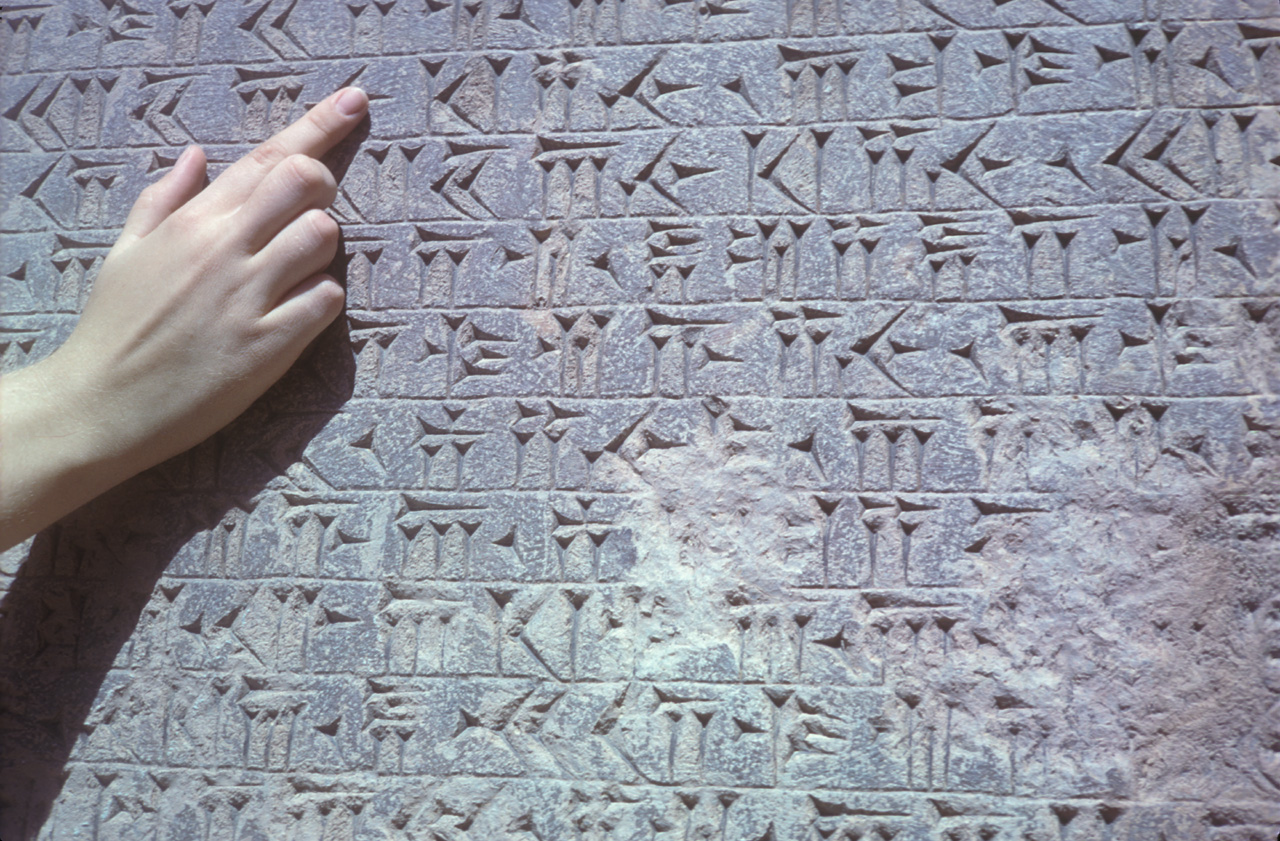
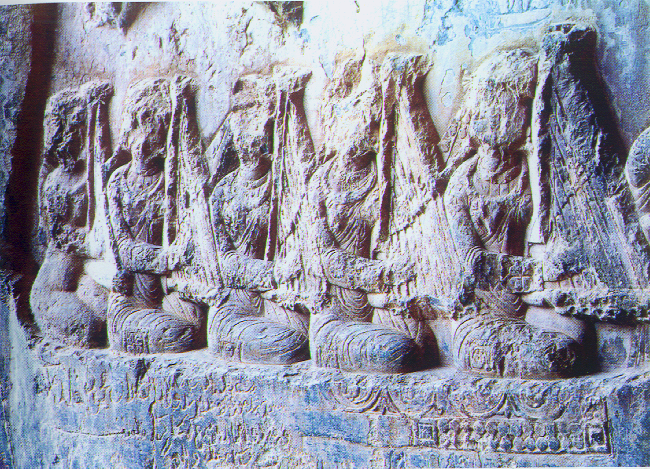